# Branko Berčič
Za drugo osebo glej Branko Brčić
Branko Berčič, slovenski literarni zgodovinar in bibliotekar,  * 12. januar 1927, Šmalčja vas pri Šentjerneju, † 17. januar 2013, Škofja Loka.

## Življenje in delo
Obiskoval je gimnazijo v Ljubljani in se po končani maturi (1946) vpisal na študij slavistike na Filozofski fakulteti v Ljubljani. Diplomiral je leta 1950 in kasneje (1965) prav tam promoviral za doktorja literarnih znanosti] z disertacijo Mladost Ivana Tavčarja ter osnove in začetki njegovega delovanja.  
V letu 1951 se je zaposlil v Narodni in univerzitetni knjižnici kot bibliotekar, kjer je postal vodja rokopisnega oddelka in napredoval do bibliotekarskega svetovalca. Nekaj let je opravljal delo pomočnika republiškega sekretarja za prosveto in kulturo Slovenije, vendar je že leta 1972 ponovno začel službovati v NUK-u kot vodja bibliotekarskega strokovnega in raziskovalnega centra, pomočnik ravnatelja in ravnatelj (1976–1980). Od 1981 je bil pogodbeni višji predavatelj na katedri za knjižničarstvo Pedagoške akademije v Ljubljani, naslednje leto pa se je tam redno zaposlil. Leta 1987 je bil imenovan za predstojnika Oddelka za bibliotekarstvo na Filozofski fakulteti, katerega ustanovitelj je. Leto kasneje je bil izvoljen v naziv rednega profesorja za bibliotekarstvo. Upokojil se je 1990 in prejel naziv zaslužni profesor. 26. aprila 2010 ga je predsednik Republike Slovenije, Danilo Türk, odlikoval z zlatim redom za zasluge za življenjsko delo na področju bibliotekarstva in literarne zgodovine.
Berčičevo literarnozgodovinsko raziskovanje je osredotočeno na dve področji: na protestantizem in književnost 19. stoletja. Napisal je mnogo spremnih besed v vrsti faksimiliranih  izdaj slovenskih protestantskih piscev: Primož Trubar Abecedarium, Ena duhovska pejsen zuper Turke, Catechismus, Hieronymus Megiser Das Vaterunser (Očenaš), Jurij Dalmatin Biblia, Adam Bohorič Articae horulae (Zimske urice)  in nekaterih glavnih piscev 19. (in 20.) stoletja: Aškerc, Jurčič (spremna beseda Desetega brata), Gregorčič, Kersnik in Cankar. Predvsem pa se je ukvarjal z Ivanom Tavčarjem. Poleg vrste člankov je o njem napisal tudi disertacijo z naslovom Mladost Ivana Tavčarja. 
Bil je urednik pri: časopisu Škofjeloški prosvetni listi (1952/53–1956/57), domoznanstvenem zborniku Loški razgledi (1954–68 in 1974–79), reviji Knjižnica (1958–62), posameznih zvezkih v zbirki Geschichte, Kultur und Geisteswelt der Slowenen (1968, 1971, 1976), monografijah Das slowenische Bibliothekswesen (1976) in zbornikih Zbornik NUK (1978, 1984).
Na področju bibliotekarstva se je zlasti posvečal razvoju knjige in knjižnic, tiskarstva in knjigarstva, organizaciji knjižničarske dejavnosti, organiziranosti in poslovanju knjižnic ter zaščiti in negi knjižničarskega gradiva. Raziskoval je fonde srednjeveških rokopisov, rokopisnih gradiv, inkunabul in drugih starejših tiskov, razvoj tiskarstva, sodobno problematiko slovenske narodne knjižnice ter stanje knjižničarstva na Slovenskem. Posebej se je ukvarjal z vprašanji bibliotekarskega strokovnega izobraževanja ter sodeloval pri izdelavi programov za študij bibliotekarstva na Slovenskem. 
Bil je predsednik sklada Staneta Severja, član komisije za humanistične in družbene vede Sklada Borisa Kidriča ter član upravnega odbora Sklada RS Slovenije za pospeševanje kulturnih dejavnosti, Prešernovega sklada in Jugoslovanske državne komisije za UNESCO. Od leta 1974 do leta 1976 podpredsednik občine Škofja Loka.
Bil je strokovni urednik in soavtor gesel s področja knjižničarstva v Enciklopediji Slovenije. Oddelek za bibliotekarstvo podeljuje vsako leto nagrade za dosežke v stroki, ki se imenuje po njem Berčičeva nagrada.